# 1963年大阪府議会議員選挙
1963年大阪府議会議員選挙（1963ねんおおさかふぎかいぎいんせんきょ）は、大阪府の議決機関である大阪府議会を構成する議員を全面改選するために行われた選挙で、第5回統一地方選挙前半戦投票日である1963年4月17日に投票が行われた。

## 基礎データ
- 告示日：1963年4月3日
- 投票日：1963年4月17日
- 議員定数：101名

## 選挙結果
| 党派 | 党派         | 議席数 |
| ---- | ------------ | ------ |
|      | 自由民主党   | 41     |
|      | 日本社会党   | 23     |
|      | 民主社会党   | 16     |
|      | 日本共産党   | 5      |
|      | 公明政治連盟 | 4      |
|      | 諸派         | 3      |
|      | 無所属       | 9      |
| 合計 | 合計         | 101    |